# Nepalomyia chinensis
Nepalomyia chinensis är en tvåvingeart som först beskrevs av Yang 2001.  Nepalomyia chinensis ingår i släktet Nepalomyia och familjen styltflugor. Inga underarter finns listade i Catalogue of Life.